# Steffy Argelich
Steffy Argelich, właśc. Estefania Argelich (ur. 1 maja 1994 w Barcelonie) – katalońska modelka, aktorka filmowa i reżyser oraz scenarzystka..
Pozowała do zdjęć w kampanii hiszpańskiej marki Mango i domu mody Emillio Pucci, a także Topshop. Jej zdjęcia pojawiały się na okładkach takich czasopism o modzie jak: Harper’s Bazaar Spain, The Edit, Russh i Yo Dona.

## Filmografia[6][5]
| Rok  | Tytuł                                | Rola        | Uwagi           |
| ---- | ------------------------------------ | ----------- | --------------- |
| 2017 | Mektoub. Moja miłość: Pieśń pierwsza | Hiszpanka   | pełnometrażowy  |
| 2016 | Lanvin: Modern Princess              | Księżniczka | teledysk        |
| 2015 | The Heist                            | Aktorka     | krótkometrażowy |

### Reżyser
- 2023: Vera

### Scenarzystka
- 2023: Vera